# Mariä Himmelfahrt (Zbylutów)
Die römisch-katholische Kirche Mariä Himmelfahrt in Zbylutów (deutsch: Deutmansdorf) im Powiat Lwówecki der Woiwodschaft Niederschlesien in Polen ist das älteste Beispiel einer Einstützenkirche im Erzbistum Breslau.

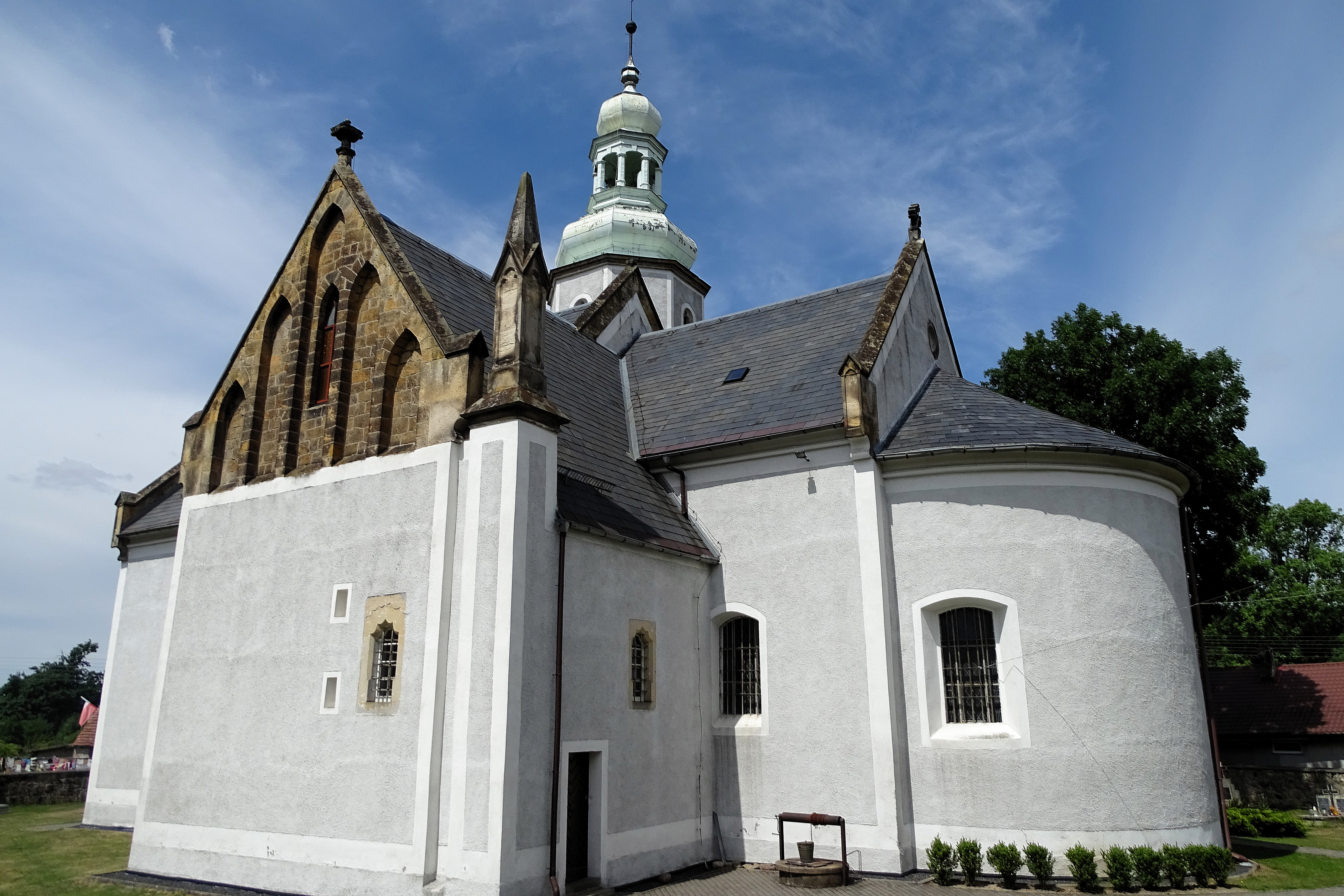
Mariä Himmelfahrt in Zbylutów

## Geschichte
Es wurde einerseits vermutet, dass die Form der Einstützenkirche auf die Breslauer St. Ägidius-Kirche zurückgeht. Jedoch werden auch Parallelbeispiele sowohl in Kleinpolen als auch in Böhmen und um Krakau angeführt. Die Gewölbe der Deutmannsdorfer Kirche werden auf 1492 datiert, zeigen aber verhältnismäßig ältere Merkmale. Im Chor befinden sich Tellerbasen und Kapitelle, die auf die Zeit um die Mitte des 13. Jahrhunderts datiert werden.

## Architektur
Die Kirche ist als quadratischer Raum mit eingezogenem quadratischem Chor und Halbkreisapsis gestaltet. Das Landhaus ist zweischiffig. Im Langhaus stehen zwei Mittelpfeiler, deren zweiter vier Kreuzrippengewölbe trägt, von denen die beiden östlichen mit einem Dreistrahl kombiniert sind. Der Turm ist an der Nordseite angebaut, die Sakristei ist zweijochig.

## Nachweise
- Christofer Herrmann: Schlesien. In: Mittelalterliche Architektur in Polen. Romanische und gotische Baukunst zwischen Oder und Weichsel. Petersberg 2015, S. 682.
- Hans Lutsch: Die Kunstdenkmäler des Reg.-Bezirks Liegnitz. Band 3. Seite 483–384

Koordinaten: 51° 8′ 41,3″ N, 15° 40′ 21,9″ O